# خيتون كبير
الخيتون الكبير (الاسم العلمي: Chiton magnificus) هو نوع من أنواع الخيتون الصالحة للأكل في جنوب شرق المحيط الهادئ، وهو رخوي بحري عديد الأصداف من الفصيلة الخيتونية، وهو الخيتون النموذجي.

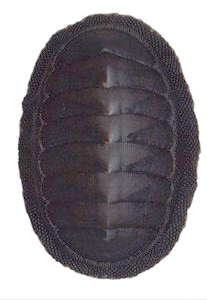
خيتون كبير.

## روابط خارجية
- MNHN